# Virtus Juventusque
Pour les articles homonymes, voir Virtus.
Le Virtus Juventusque était un club de football italien basé à Livourne. 
Le club fut fondé en janvier 1905 et fusionna avec la SPES Livorno le 14 février 1915 pour donner naissance à l'Unione Sportiva Livorno.
Le club disputa son premier match le 20 juin 1905 face à une équipe composée de marin anglais. 
En 1906 le Virtus participa au championnat d'Italie de Seconda Categoria, c'est-à-dire la seconde division italienne. Le club participa au championnat d'Italie de première division lors des saisons 1912-1913, 1913-1914 et 1914-1915. 